# Belinostat
El belinostat, comercializado bajo la marca Beleodaq, es un medicamento utilizado para tratar el linfoma periférico de células T  en recaída o refractario. Se utiliza este medicamento cuando otros tratamientos han fracasado. No está claro si mejora la esperanza de vida. Se administra mediante inyección en una vena.
Los efectos secundarios de este medicamento incluyen náuseas, cansancio, fiebre y niveles bajos de glóbulos rojos; otros efectos secundarios pueden incluir niveles bajos de plaquetas, niveles bajos de glóbulos blancos, infección, problemas hepáticos y síndrome de lisis tumoral. El uso de este medicamento durante el embarazo puede dañar al bebé. Es un inhibidor de la histona desacetilasa.
Este medicamento fue aprobado para uso médico en los Estados Unidos en el 2014. Se le otorgó la designación de huérfano en Europa en el 2012. En Estados Unidos, un vial de 500 mg cuesta alrededor de 2100 dólares estadounidenses en 2022.